# Tjøtta
Tjøtta ist eine Insel in der Kommune Alstahaug an der norwegischen Helgelandsküste. Auf der Insel leben 214 Einwohner (Stand 2020), die meisten davon im Hauptort, der ebenfalls Tjøtta heißt. Die Stadt Sandnessjøen, das Zentrum der Kommune, liegt etwa 40 Kilometer nordöstlich von Tjøtta.
Tjøtta hat eine hohe historische Bedeutung. Viele Norweger kennen Øyvind Skaldespiller und seinen Sohn, Hårek, die aus Tjøtta stammen. Hårek hat 1030 die Stiklestadschlacht mit geschlagen.
Auf der Insel befinden sich die Russische Kriegsgräberstätte Tjøtta (1953) und die Internationale Kriegsgräberstätte Tjøtta (1970).